# جيريمي مون
جيريمي مون (بالإنجليزية: Jeremy Moon)‏ هو رسام بريطاني، ولد في 30 أغسطس 1934 في آلترنكهام في المملكة المتحدة، وتوفي في 30 نوفمبر 1973 بسبب حادث مرور.